# Rock Me Amadeus
A Rock Me Amadeus Falco osztrák énekes 1985-ben megjelent kislemeze, amely meghozta az előadó számára a nemzetközi hírnevet. A kislemezt Miloš Forman Amadeus (1984) című filmje ihlette. A dalhoz videóklip is készült. A dal később felkerült Falco harmadik nagylemezére.